# 澳洲法律政策專員
澳洲法律政策專員（英語：Solicitor-General of Australia）是澳洲級別第二高的律政專員，僅次於澳洲律政部長（Attorney-General of Australia）。該職位通常被稱為聯邦法律政策專員（Commonwealth Solicitor-General），以區別於各州的法律政策專員。現任澳洲法律政策專員是Stephen Donaghue，他在Justin Gleeson辭職後於2017年1月16日上任。
聯邦法律政策專員向澳洲聯邦政府提供法律意見，並在重要法律訴訟中代表聯邦出庭，特別是在澳洲高等法院。在澳洲議會資格危機期間，法律政策專員特別向政府提供意見並在法庭上為議員爭辯。與澳洲律政部長和英格蘭及威爾斯法律政策專員不同，澳洲法律政策專員不是議會成員。
雖然法律政策專員本質上是律政部長的副手，但法律政策專員是一個法定角色，而律政部長是一個政治角色，由一名國會議員擔任，法律政策專員在任期完結後擔任律政部長的情況很少見。Bob Ellicott是唯一一位卸任後成為律政部長的法律政策專員。

## 職分
聯邦法律政策專員的職位須由州最高法院（State Supreme Court）或高等法院（High Court）的大律師（barrister）或事務律師（solicitor）擔任，並具有至少五年的法律從業經驗。普遍的共識是，法律政策專員的作用主要是為聯邦參與訟辯及獨立地提供建議。根據聯邦《1964年律政專員法令》（Law Officers Act 1964）中的規定，該職分與任何政治職分完全分開。因此，在履行職責時，法律政策專員必須遵守法律，並獨立於政府行政部門。
法律政策專員專門處理憲法和公法事務，通常在憲制爭議中代表聯邦，偶爾在國際訴訟中代表澳洲聯邦。儘管在1979年之前，法律政策專員擁有刑事檢控權力，但這些權力後改由刑事檢控專員（Director of Public Prosecutions；刑事檢控署為律政部的下屬機構）持有。

### 任期
法律政策專員是在固定任期基礎上任命的，聯邦《1964年律政專員法令》（Law Officers Act 1964）第6(1)條訂定法律政策專員的任期最長為7年。儘管該法案沒有訂定固定任期，但最近法律政策專員的實際任期通常為5年。該法令第10條還訂定，總督只能因疾病、行為不當（misbehaviour）、破產等原因將法律政策專員免職。這被廣泛認為是法律政策專員職分的一個重要方面，因為它確保專員可因任期有保障而保持獨立。

## 職能
聯邦《1964年律政專員法令》（Law Officers Act 1964）第12條訂定了法律政策專員的職能。該法令將法律政策專員的職能訂為擔任聯邦、聯邦各部部長及政府機構的代表律師，以及任何由律政部長根據第12(a)條為其尋求法律指引的人的代表律師，並就律政部長根據第12(b)條轉介的法律問題提供意見。
《1964年律政專員法令》第12條中關於第12(b)條是否限制了第12(a)條的條件出現了不確定情況，即律政部長能夠限制那些尋求關於法律問題的建議。
2016年，法律政策專員Gleeson表示第12(b)條不應限制第12(a)條。儘管Gleeson在擔任法律政策專員期間引入了《第11號指引通知書》（Guidance Note 11），但這為政府尋求建議的人編纂了一個系統。這包括將任何諮詢請求通知律政部長，並讓律政部長收到任何收到的建議的副本。Gleeson後來澄清說，除了總理或總督尋求秘密法律諮詢外，這些規定都適用。
於1964至1969年間擔任法律政策專員的Anthony Mason此前曾表示，第12(b)條不應限制法律政策專員僅在獲得律政部長明確批准的情況下提供建議。2016年，他澄清了這一立場，解釋說第12(b)條允許律政部長征求法律政策專員的法律意見，即使這個問題超出了第12(a)條訂定的範圍。這一觀點得到了於1984年至1997年間擔任法律政策專員的Gavan Griffith的支持，他表示法律政策專員經常會收到來自除律政部長外聯邦機構的諮詢請求。
律政部長佐治·布蘭迪斯（George Brandis）曾表示，第12(b)條不利於律政部長以外的人員就法律問題向法律政策專員徵詢意見。
鑑於某些法律意見的觀點不一致，目前需要對 《1964年律政專員法令》第12條進行修訂，以澄清律政部長可否限制其他人員接觸法律政策專員。

## 與律政部長的關係

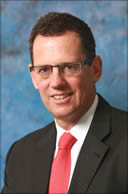
Justin Gleeson，2013年至2016年期間擔任澳洲法律政策專員。

律政部長與法律政策專員同為澳洲律政專員。法律意見是，公眾期望政府在做出重大決策時，會徵詢律政人員的意見並採納其意見。由於法律政策專員是一個獨立且具有法律意義的機構，因此當出現與政府法例有關的法律和憲法問題時，律政部長會在法律政策專員的法律意見及建議下，向澳洲國會及公眾提出指引。
鑑於作為政治官員的律政部長有時不具備足夠的法律資格，法律政策專員作為非政治的律政人員及國會顧問的作用是為了作為律政部長的補充，因律政部長因其政治角色通常不能向政府提供法律服務。

## 歷任法律政策專員
| 姓名                        | 任期         | 母校                                                   |
| --------------------------- | ------------ | ------------------------------------------------------ |
| Sir Robert Garran KCMG      | 1916–1932    | University of Sydney                                   |
| Sir George Knowles CBE      | 1932–1946    | University of Melbourne                                |
| Sir Kenneth Bailey CBE QC   | 1946–1964    | University of Melbourne Corpus Christi College, Oxford |
| Anthony Mason CBE QC        | 1964–1969    | University of Sydney                                   |
| Bob Ellicott QC             | 1969–1973    | University of Sydney                                   |
| Sir Maurice Byers CBE QC    | 1973–1983    | University of Sydney                                   |
| Gavan Griffith QC           | 1984–1997    | University of Melbourne Magdalen College, Oxford       |
| Henry Burmester QC (acting) | 1997–1998    | Australian National University                         |
| David Bennett AC QC         | 1998–2008    | University of Sydney Harvard Law School                |
| Stephen Gageler SC          | 2008–2012    | Australian National University Harvard Law School      |
| Justin Gleeson SC           | 2013–2016    | University of Sydney University of Oxford              |
| Stephen Donaghue QC         | 2017–present | University of Melbourne Magdalen College, Oxford       |

## 延伸閱讀
- Goff-Gray, Christopher (2011) "The Solicitor-General in context: A tri-jurisdictional study" （页面存档备份，存于）, Bond Law Review: Vol. 23: Iss. 2, Article 4.